# San Pedro Atzompa
San Pedro Atzompa es uno de los 12 pueblos situados en el municipio de Tecámac, en el estado de México (México).
La 3ª Delegación Municipal colinda al norte con el Fraccionamiento Sierra Hermosa, al sur con el Fraccionamiento Ojo de Agua y al este con el pueblo de Ozumbilla. Al oeste se encuentran tierras de cultivo que a su vez colindan con el municipio de Tonanitla.  

## Galería

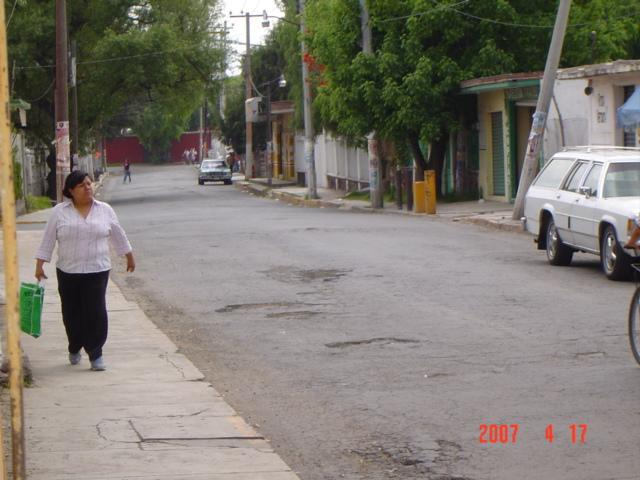
Calle Insurgentes en el centro de San Pedro Atzompa.
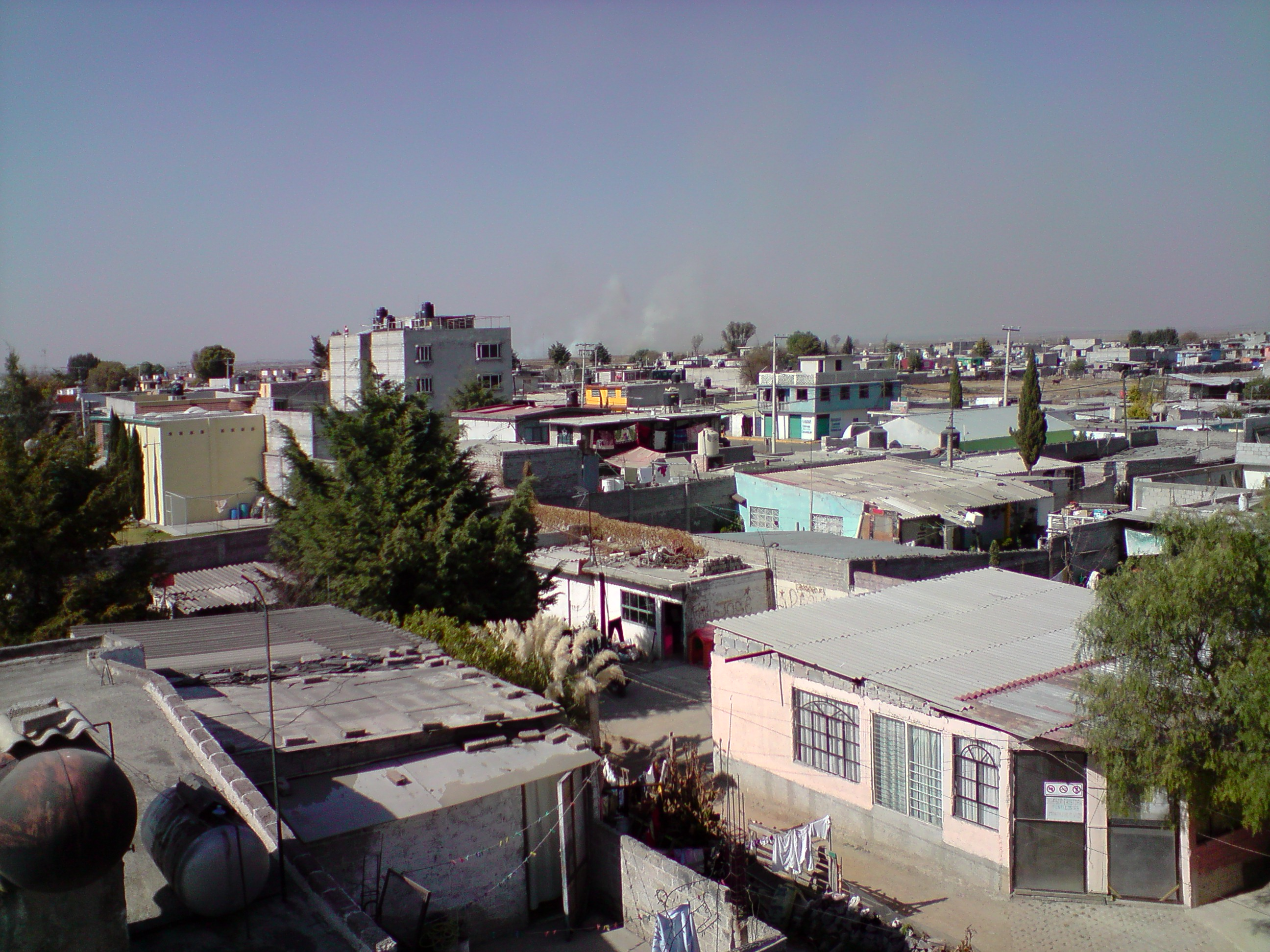
Vista Parcial de la Comunidad
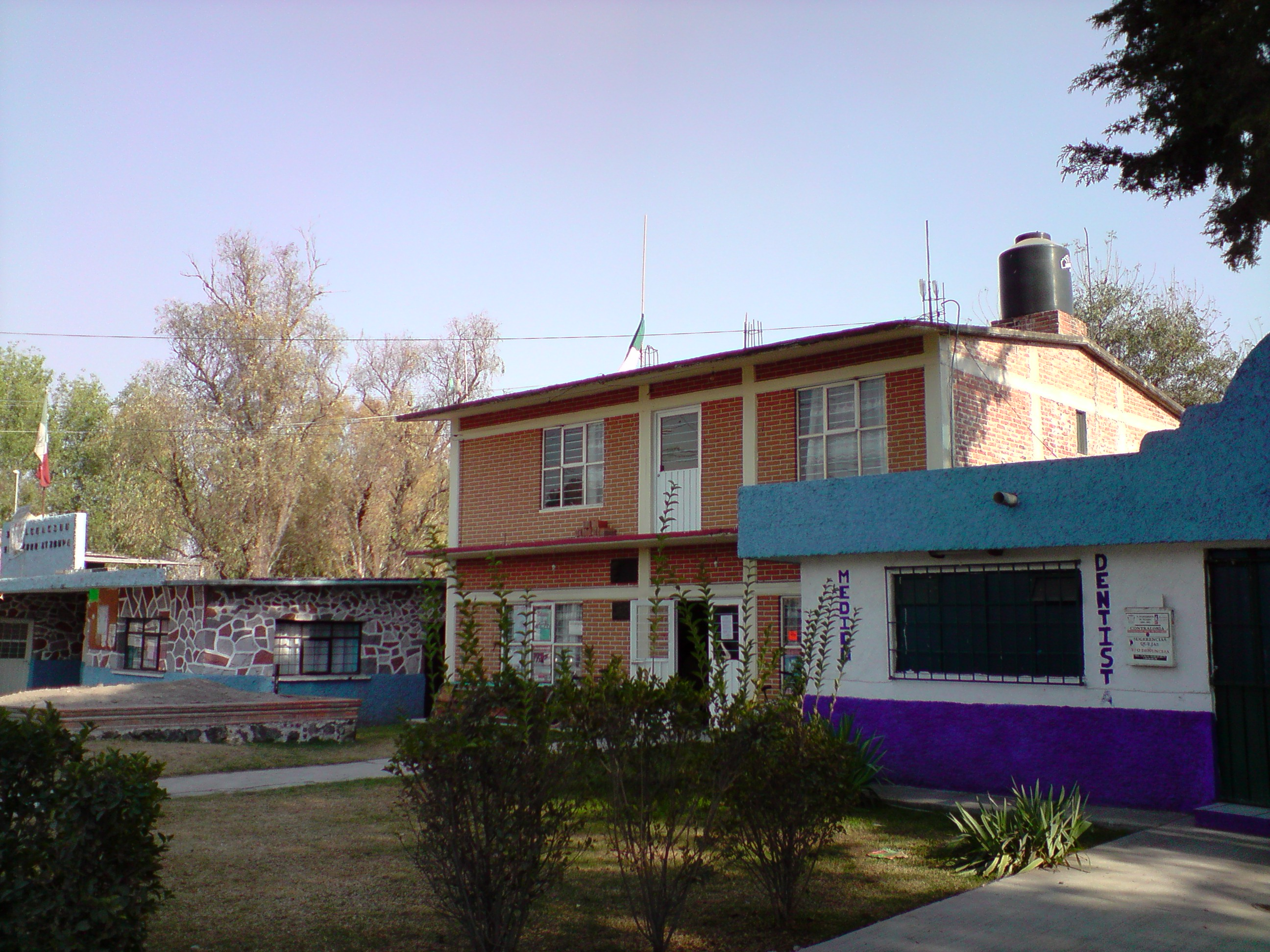
Casa Ejidal, Dispensario Médico y Delegación Municipal
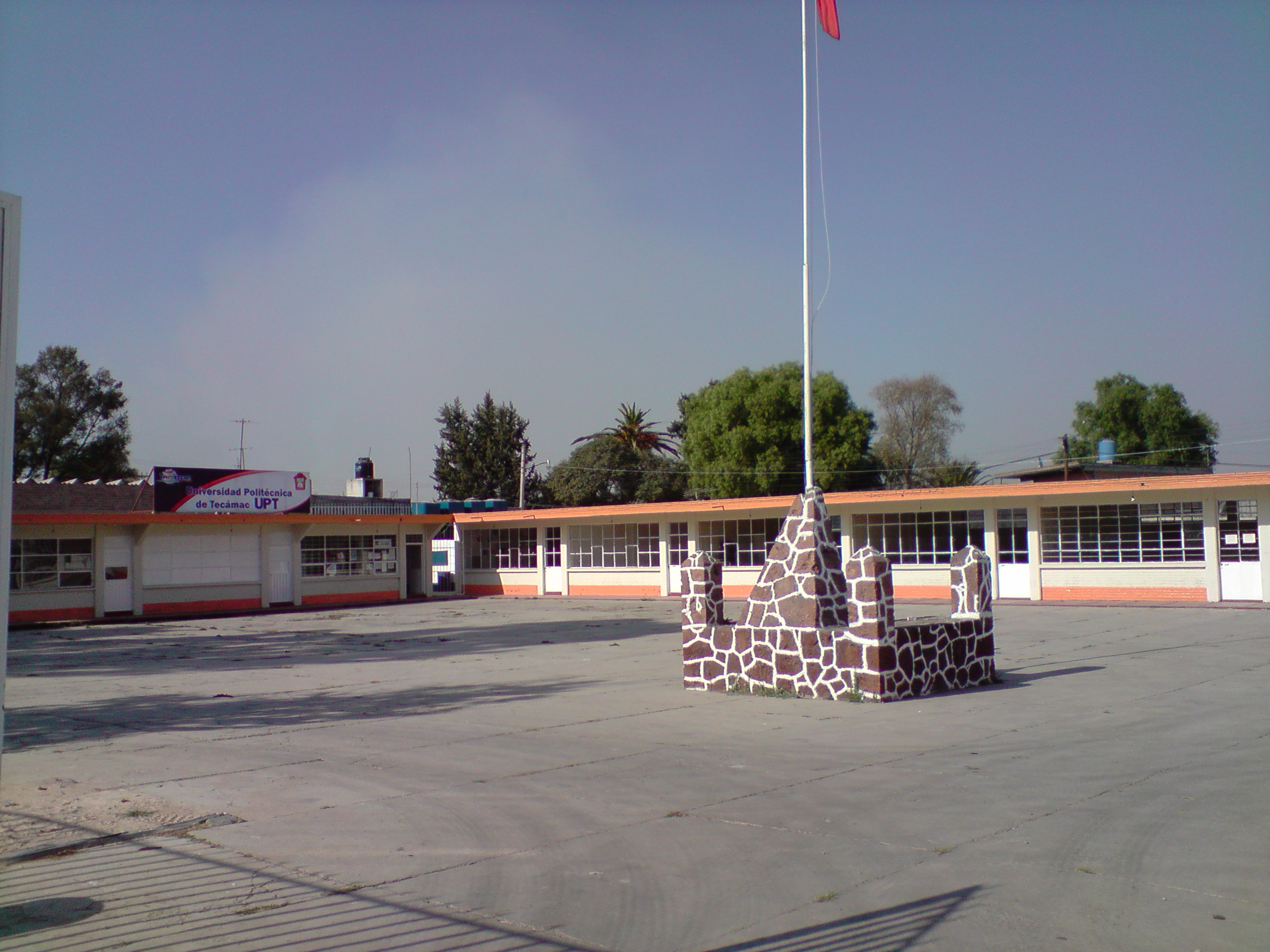
Instalaciones provisionales de la Universidad Politécnica de Tecámac
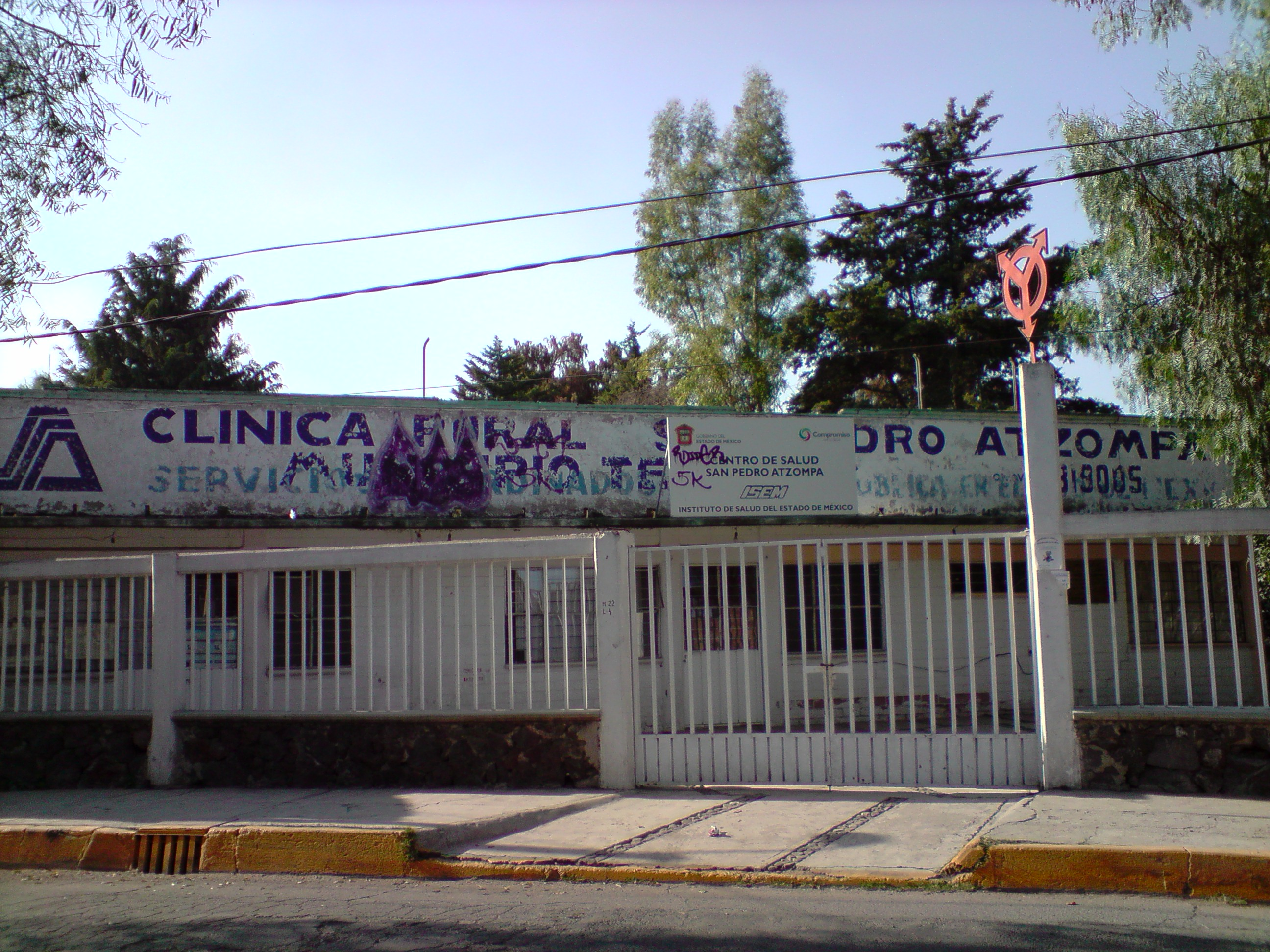
Condiciones en las que se encuentra el centro de Salud
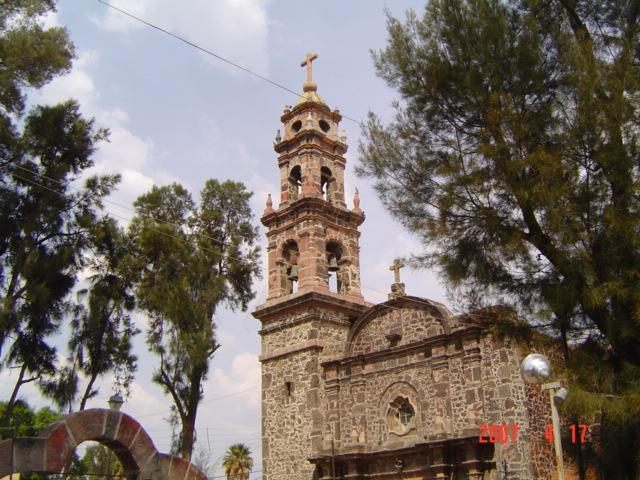
Parroquia de San Pedro Atzompa